# Mysteriet natten till den 25:e
Mysteriet natten till den 25:e è un film del 1917, diretto da Georg af Klercker.

## Trama
Una serie di delitti perpetrati di recente recano l'inconfondibile marchio del gruppo criminale denominato "la banda nera", il cui capo, Craig, è da poco evaso. Il famoso investigatore privato Cony Hoops era stato responsabile del suo arresto, durante una festa, e Craig aveva giurato di vendicarsi; così, quando Hoops riceve un telegramma anonimo che lo invita a recarsi ad un dato indirizzo, egli sospetta trattarsi di un tranello del suo nemico. Prima di recarsi sul posto, quindi, egli prudentemente avvisa la polizia.
Entrato nella casa indicata nel telegramma, come prevedibile, viene assalito da Craig e compagni, legato saldamente ad una sedia e messo davanti ad una bomba. La polizia giunge a salvarlo appena prima che l'esplosione distrugga l'intera casa.
La notte successiva, la misteriosa notte del 25 (Mysteriet natten till den 25:e) la "banda nera" penetra nel castello dei de Valincourt, rapisce il proprietario Charles, mentre Craig, opportunamente travestito, prende il suo posto.
Il giorno dopo Marie de Valincour, nipote di Charles, chiede l'aiuto di Hoops per risolvere il problema della misteriosa morte di suo marito, avvenuta la notte precedente, dopo che erano tornati dal teatro. Hoops vuole approfondire, si fa raccontare la sua storia ed apprende che, dovesse mai morire la piccola figlia di Marie, sarebbe proprio Charles ad ereditare l'immensa fortuna di famiglia. Quando poi Marie le mostra la lettera in cui lo zio Charles, che ella non ha mai conosciuto, gli annuncia la sua prossima venuta per aiutarla nei problemi causati dalla morte del marito, Hoops subodora un inganno e sviluppa un suo piano.
Qualche giorno dopo, quando Craig, nelle vesti dello zio Charles, arriva da Maria e viene sistemato in una delle camere della vasta magione, vi arriva anche un avvocato preposto a trattare gli eventuali problemi successori, che non è altro che Hoops travestito, che, previdente come suo solito, non manca di avvertire la polizia. Una notte la banda nera cerca di attuare il suo macabro piano per uccidere la bambina: dal tetto cala un serpente velenoso, attraverso la finestra, nella cameretta della piccola. Hoops però sta vegliando, e salva la bambina, mentre la polizia interviene ed arresta buona parte della banda. Craig tuttavia riesce a fuggire.
Craig è disposto a tutto pur di attuare la sua vendetta: egli attira Hoops ad una serata di un elegante club. Craig e i suoi complici superstiti stanno per avventarglisi contro, quando Hoops riesce a sfuggir loro gettandosi audacemente dal balcone di un piano elevato nel sottostante corso d'acqua.
L'ostinazione di Craig gli sarà fatale: quando, qualche giorno dopo, egli si infiltra nottetempo nell'appartamento di Hoops, l'investigatore riuscirà infine a catturarlo. Prima che venga ricondotto in carcere, Craig rinnova le sue minacce di vendetta.

## Produzione
La pellicola consta di tre bobine; le copie conservate allo Svensk Filminstitut hanno una lunghezza variabile fra i 943 e i 971 metri. Sempre allo Svensk Filminstitut si conservano gli originali della sceneggiatura e delle locandine.
Il film è stato realizzato nell'estate del 1916 ai teatri di posa Hasselbladateljén di Göteborg.

## Distribuzione
In Svezia, durante il processo di censura, nel 1917, il film è stato totalmente vietato, per cui la sua prima uscita è avvenuta in Finlandia il 30 aprile 1917 al cinema Wellamo di Helsinki. Il pubblico svedese poté assistere in patria al film solo dopo la sua prima uscita nel paese, il 27 agosto 1975, al cinema Victoria di Göteborg, distribuito dalla AB Victoria Filmbyrå. Il nuovo visto della censura (visione adatta a tutti) è stato rilasciato il 21 agosto dello stesso anno.
Mysteriet natten till den 25:e è uscito in DVD nel 2016 a cura della Studio S (nel cofanetto "Den stora Deckarboxen").

## Particolarità
Il commento della censura che, il 14 febbraio 1917, ha vietato il film, era laconico: "Orribile – Nick Carter". "Il concetto di Nick Carter era utilizzato ai tempi per designare un genere di rappresentazione della violenza, nell'ambito della letteratura e della cinematografia, considerato un lato pernicioso della cultura americana, che poteva avere effetti negativi sulla generazione emergente".